# 金利娜 (演員)
金利娜（韓語：김리나，1985年8月1日—），韓國女演員。

## 演出作品

### 電視劇
- 2008年：KBS《快刀洪吉童》飾 徐恩惠
- 2009年：KBS《傳說的故鄉》
- 2009年：KBS《回家的路》
- 2014年：KBS 《Healer》飾演 朱妍熙
- 2015年：tvN《泡泡糖》飾演 盧泰熙
- 2018年：KBS《Suits》飾演 安檢察官

### 電影
- 2006年：《突然某一天-聯考倒數計時》
- 2006年：《突然某一天》（網路電影）
- 2009年：《19》
- 2014年：《黃狗（朝鲜语：황구 (영화)）》飾演 崔娜利

### MV
- 2006年：星《淚泉》
- 2009年：WAX《始終是你》
- 2009年：WAX《不能哭》